# Кириллов, Олег Николаевич
Олег Николаевич Кириллов (укр. Олег Миколайович Кирилов; 7 сентября 1975, Симферополь, Украинская ССР, СССР) — советский и украинский футболист, играл на позиции защитника.

## Карьера
Воспитанник харьковского «Олимпика». В 1992 году перешёл в российскую «Пресню». В высшей лиге дебютировал 30 октября 1993 года в выездном матче 34-го тура против ставропольского «Динамо», заменив на 80-й минуте встречи Николая Крестобинцева. В 1994 году перешёл в украинский «Металлист». В 1996 году сыграл один матч за нижнекамский «Нефтехимик» в первой лиге России. С 1997 по 1998 годы играл за «Зарю» Ленинск-Кузнецкий. После чего выступал за «Носту». В 2002 году вернулся на Украину, играл за харьковский «Арсенал», профессиональную карьеру завершил в «Гелиосе» в 2004 году.